# Líder Supremo (China)
El Líder Supremo (chino simplificado: 最高 领导人; chino tradicional: 最高 領導人; Pinyin: Zuìgāo Lǐngdǎorén; inglés: Paramount Leader) del gobierno de China es un término informal para el líder político más prominente en la República Popular de China. Líder supremo no es una posición formal ni un cargo en sí mismo y el término ganó prominencia durante la era de Deng Xiaoping (1978-1989), quien pudo ejercer el poder sin tener necesariamente ningún cargo significativo a nivel nacional o de partido en un momento dado (jefe de Estado, jefe de gobierno o secretario general del partido).
El término se ha usado con menos frecuencia para describir a los sucesores de Deng, Jiang Zemin, Hu Jintao y Xi Jinping, quienes todos han ocupado formalmente los cargos de secretario general del Partido Comunista de China y presidente de la República Popular de China. Por lo tanto, a Jiang, Hu y Xi se les suele llamar presidente en la escena internacional, el título usado por la mayoría de los otros jefes de Estado republicanos. Sin embargo, los sucesores de Deng obtienen su poder real del cargo de secretario general, que es la posición principal en la estructura de poder china y, en general, los eruditos lo consideran el puesto cuyo titular puede considerarse un Líder Supremo. El presidente es un cargo en gran parte ceremonial según la Constitución.
Se considera que Xi Jinping se convirtió en Líder Supremo en noviembre de 2012 al convertirse en secretario general del partido, en lugar de en marzo de 2013, cuando sucedió a Hu Jintao como Presidente.

## Historia
Mao Zedong fue el gobernante indiscutible de la China continental desde su inicio en 1949 y ocupó de inmediato tres cargos de presidente: el presidente del Partido Comunista de China, el presidente de la Comisión Militar Central y el presidente de la República Popular de China (1954-1959), convirtiéndolo en el líder del partido, la milicia y el país, respectivamente.
Después de la Revolución Cultural, surgió un consenso aproximado dentro del partido de que los peores excesos se debieron a la falta de controles y equilibrios en el ejercicio del poder político y la "regla de personalidad" resultante de Mao. A partir de la década de 1980, el liderazgo experimentó con una casi separación de poderes, por medio de la cual los cargos de secretario general, presidente y primer ministro estaban a cargo de diferentes personas.
En 1985, por ejemplo, el secretario general fue Hu Yaobang, el presidente fue Li Xiannian y el primer ministro fue Zhao Ziyang. Sin embargo, Deng Xiaoping todavía fue reconocido como el núcleo del liderazgo durante este período. Tanto Hu como Zhao cayeron en desgracia a fines de la década de 1980, pero Deng pudo mantener el control político definitivo.
La etiqueta de líder supremo se ha aplicado a los sucesores de Deng, Jiang Zemin y Hu Jintao, aunque en general se reconoce que no ejercieron tanto poder como Deng a pesar de haber tenido más cargos de liderazgo. También ha habido un mayor énfasis en el liderazgo colectivo, por lo que el líder supremo es una figura del tipo "primero entre iguales", ejerciendo el poder con el consenso del Comité Permanente del Politburó. Esto fue particularmente evidente durante el mandato de Hu Jintao. A partir de 1993, Jiang ocupó formalmente las tres oficinas que lo convirtieron en el jefe del partido, la milicia y el país:
- Secretario general del Partido Comunista de China: el líder del partido y la posición principal del estado.
- Presidente de la Comisión Militar Central: Comando Militar Supremo del Ejército Popular de Liberación.
- Presidente de la República Popular de China: el jefe de Estado en gran parte ceremonial en virtud de la Constitución de 1982.[5]

Cuando Jiang dejó las oficinas de Secretario General y Presidente en 2002 y 2003, respectivamente, ocupó el cargo de Presidente de la Comisión Militar Central. El poder militar siempre había sido una faceta importante en el ejercicio del poder político en la China gobernada por los comunistas y, como tal, ocupar el puesto militar más importante significaba que Jiang conservaba cierto poder formal. Cuando Jiang abandonó su último cargo formal entre 2002 y 2004, era ambiguo quién era el líder supremol en ese momento. Hu Jintao ocupó el mismo trío de posiciones durante sus años en el poder. Hu hizo la transición de las tres posiciones a su sucesor Xi Jinping entre noviembre de 2012, cuando Xi se convirtió en Secretario General del Partido Comunista y Presidente de la Comisión Militar Central; y marzo de 2013, cuando Xi se convirtió en presidente. Desde el ascenso de Xi al poder, se han establecido dos nuevos cuerpos, la Comisión de Seguridad Nacional y el Grupo Líder Central para las Reformas Comprensivas, que concentran aparentemente el poder político en el líder supremo en mayor medida que nadie desde Deng. Estos organismos se encargaron de establecer la dirección de la política general para la seguridad nacional, así como la agenda para la reforma económica. Ambos grupos están encabezados por el secretario general.

## Lista de líderes
| Imagen | Nombre                    | Periodo                                         |
| ------ | ------------------------- | ----------------------------------------------- |
|        | Mao Zedong (1894-1976)    | 1 de octubre de 1949-9 de septiembre de 1976    |
|        | Hua Guofeng (1921-2008)   | 9 de septiembre de 1976-22 de diciembre de 1978 |
|        | Deng Xiaoping (1904-1997) | 22 de diciembre de 1978-9 de noviembre de 1989  |
|        | Jiang Zemin (1926-2022)   | 9 de noviembre de 1989-14 de noviembre de 2002  |
|        | Hu Jintao (1942)          | 14 de noviembre de 2002-15 de noviembre de 2012 |
|        | Xi Jinping (1953)         | 15 de noviembre de 2012-actualidad              |